# Warszam Boranian
Warszam Boranian (orm. Վարշամ Բորանյան, ur. 4 marca 1988) – ormiański zapaśnik walczący w stylu klasycznym. Piąty na mistrzostwach świata w 2014. Złoty medalista mistrzostw Europy w 2016. Piąty w Pucharze świata w 2011 i dziesiąty w 2012 i dwunasty w 2013 roku.